# Anthurium roraimense
Anthurium roraimense é uma espécie de plantas com flores. Foi descrito pela primeira vez por Nicholas Edward Brown e Daniel Oliver. Anthurium roraimense pertence ao gênero Anthurium, e está relacionado com Araceae.
Este tipo de planta pode ser encontrado em:
- Venezuela
- Guiana

Não há tipos listados como este.